# Dicranomyia ebriola
Dicranomyia ebriola är en tvåvingeart som först beskrevs av Alexander 1928.  Dicranomyia ebriola ingår i släktet Dicranomyia och familjen småharkrankar.
Artens utbredningsområde är Taiwan. Inga underarter finns listade i Catalogue of Life.